# Divizia Națională 1995-1996
La Divizia Națională 1995-1996 è stata la quinta edizione della massima serie del campionato di calcio moldavo disputato tra il 2 agosto 1995 e il 16 giugno 1996 e concluso con la vittoria dello Zimbru Chișinău, al suo quinto titolo.

## Formula
Dopo una stagione a 14 squadre, il campionato tornò ad essere disputato da 16 club che disputarono un girone di andata e ritorno per un totale di 30 giornate con le ultime due squadre che retrocedettero in Divizia A mentre la terzultima e la quartultima disputarono in gara unica la permanenza nella massima serie contro la terza e la quarta classificata della seconda serie.
Le squadre partecipanti alle coppe europee furono tre: la squadra campione e la seconda classificata si qualificarono alla Coppa UEFA 1996-1997 mentre la squadra vincitrice della coppa nazionale alla Coppa delle Coppe 1996-1997.

## Squadre
| Squadra                     | Città     | Stadio | Stagione 1994-1995   |
| --------------------------- | --------- | ------ | -------------------- |
| Agro-Goliador Chișinău      | Chișinău  |        | 8°                   |
| Bugeac Comrat               | Comrat    |        | 7°                   |
| Sportul Studentesc Chișinău | Chișinău  |        | 11°                  |
| Spumante Cricova            | Cricova   |        | Divizia A            |
| Torentul Chișinău           | Chișinău  |        | 10°                  |
| Olimpia Bălți               | Bălți     |        | 3°                   |
| MHM 93 Chișinău             | Chișinău  |        | 6°                   |
| Tighina                     | Tighina   |        | 4°                   |
| Tiligul                     | Tiraspol  |        | 2°                   |
| Zimbru Chișinău             | Chișinău  |        | Campione di Moldavia |
| Codru Călărași              | Călărași  |        | 9°                   |
| Nistru Otaci                | Otaci     |        | 5°                   |
| Nistru Cioburciu            | Cioburciu |        | 13°                  |
| Progresul Briceni           | Briceni   |        | 12°                  |
| Constructorul Chișinău      | Chișinău  |        | Divizia A            |
| Speranța Nisporeni          | Nisporeni |        | Divizia A            |

## Classifica
|  | Pos. | Squadra                     | Pt | G  | V  | N | P  | GF  | GS  | DR   |
|  | ---- | --------------------------- | -- | -- | -- | - | -- | --- | --- | ---- |
|  | 1.   | Zimbru Chișinău             | 81 | 30 | 26 | 3 | 1  | 110 | 11  | +99  |
|  | 2.   | Tiligul                     | 74 | 30 | 24 | 2 | 4  | 95  | 21  | +74  |
|  | 3.   | Constructorul Chișinău      | 74 | 30 | 24 | 2 | 4  | 71  | 16  | +55  |
|  | 4.   | Agro-Goliador Chișinău      | 63 | 30 | 19 | 6 | 5  | 60  | 27  | +33  |
|  | 5.   | Olimpia Bălți               | 63 | 30 | 19 | 6 | 5  | 55  | 25  | +30  |
|  | 6.   | Nistru Otaci                | 52 | 30 | 15 | 7 | 8  | 63  | 28  | +35  |
|  | 7.   | Spumante Cricova            | 47 | 30 | 13 | 8 | 9  | 56  | 31  | +25  |
|  | 8.   | MHM 93 Chișinău             | 45 | 30 | 13 | 6 | 11 | 43  | 26  | +17  |
|  | 9.   | Codru Călărași              | 38 | 30 | 11 | 5 | 14 | 51  | 58  | -7   |
|  | 10.  | Sportul Studentesc Chișinău | 34 | 30 | 10 | 4 | 16 | 50  | 53  | -3   |
|  | 11.  | Speranța Nisporeni          | 26 | 31 | 8  | 7 | 15 | 41  | 51  | -10  |
|  | 12.  | FC Tighina                  | 26 | 30 | 7  | 5 | 18 | 41  | 52  | -11  |
|  | 13.  | Torentul Chișinău           | 20 | 30 | 5  | 5 | 20 | 36  | 94  | -58  |
|  | 14.  | Nistru Cioburciu            | 16 | 30 | 3  | 7 | 20 | 24  | 84  | -60  |
|  | 15.  | Progresul Briceni           | 16 | 30 | 4  | 4 | 22 | 19  | 105 | -86  |
|  | 16.  | Bugeac Comrat               | 1  | 30 | 0  | 1 | 29 | 6   | 139 | -133 |

Legenda:

      Campione di Moldavia
      Qualificata alla Coppa UEFA
      Qualificata alla Coppa delle Coppe
      Ammessa allo spareggio
      Retrocessa in Divizia A
Note:

Tre punti a vittoria, uno a pareggio, zero a sconfitta.

### Play-out
La terzultima e la quartultima classificata disputarono lo spareggio per la permanenza nella massima divisione contro la terza e quarta della Divizia A. Entrambe le squadre vennero sconfitte e retrocedettero con il Nistru Cioburciu che non si presentò all'incontro e perse 3-0 a tavolino.
| Bălți 22 giugno 1996 | Torentul Chișinău | 2 – 3 | CSA Victoria Cahul |  |

| Bălți 22 giugno 1996 | Nistru Cioburciu | 0 – 3 | Attila Ungheni |  |

## Verdetti
- Campione: Zimbru Chișinău, quinto titolo. Qualificato alla Coppa UEFA 1996-1997
- Qualificato alla Coppa UEFA: Tiligul-Tiras Tiraspol
- Qualificato alla Coppa delle Coppe: Constructorul Chișinău
- Retrocesse in Divizia "A": Bugeac Comrat, Progresul Briceni, Nistru Cioburciu e Torentul Chișinău.